# St. Martin (See)

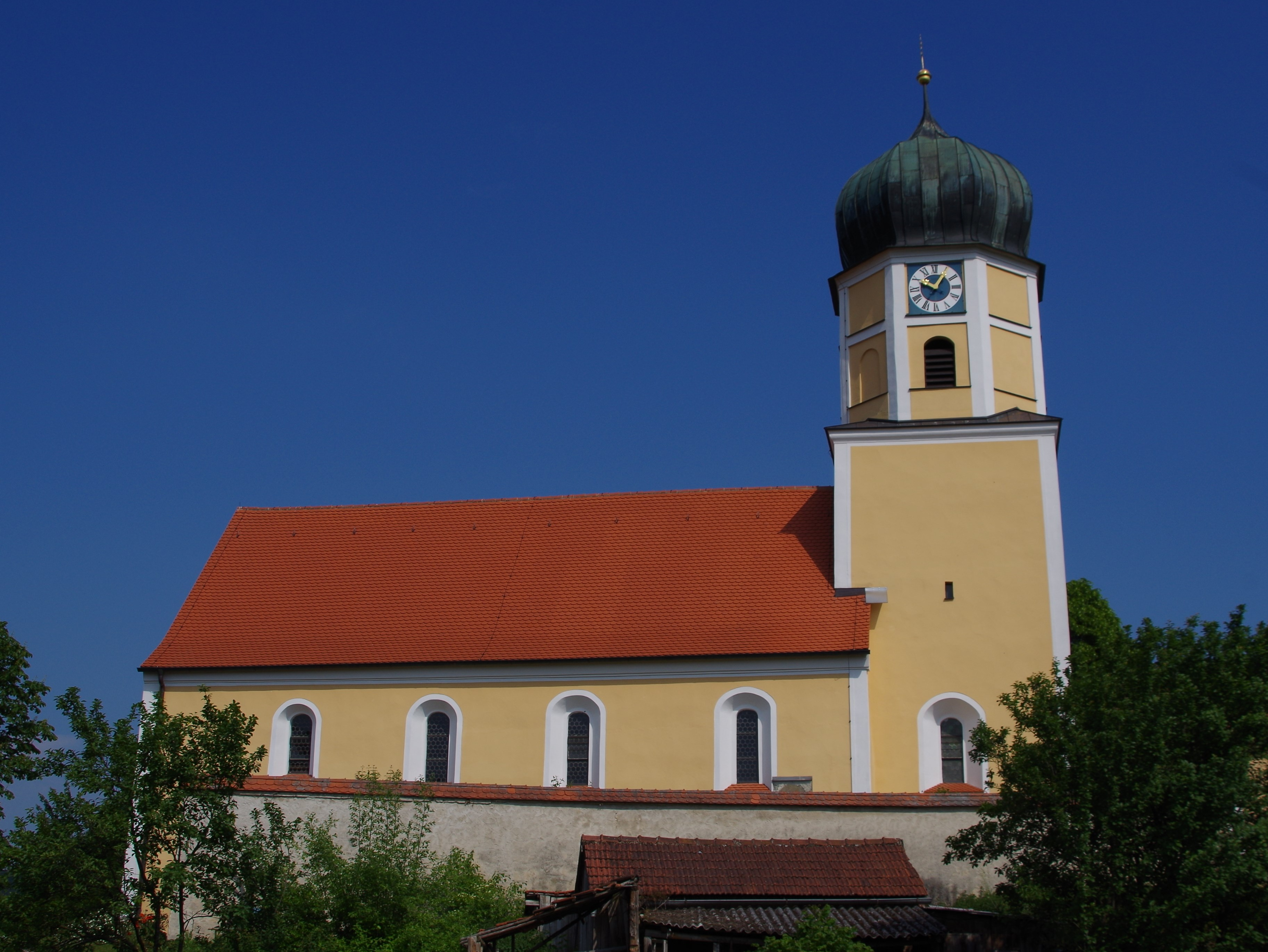
St. Martin (See)

Die römisch-katholische, denkmalgeschützte Pfarrkirche St. Martin steht in See, einem Gemeindeteil des Marktes Lupburg im Landkreis Neumarkt in der Oberpfalz. Sie ist dem Bistum Regensburg zugeordnet. Das Bauwerk ist unter der Denkmalnummer D-3-73-143-28 als Baudenkmal in die Bayerische Denkmalliste eingetragen.

## Beschreibung
Die 1689 geweihte Saalkirche besteht aus einem Langhaus, das in der zweiten Hälfte des 17. Jahrhunderts erhöht und verlängert und 1885 nach Westen erweitert wurde, und einem Chorturm aus verputztem frühromanischem Quadermauerwerk im Osten, der später mit einem achteckigen, mit Lisenen an den Ecken und Gesimsen gegliederten Geschoss aufgestockt wurde. Dieses enthält die Turmuhr und den Glockenstuhl mit drei Kirchenglocken und schließt mit einer Zwiebelhaube ab.
Der Innenraum des Langhauses ist mit einer Flachdecke mit Fresken überspannt, der des Chors, d. h. der des Erdgeschosses des Chorturms, mit einem Kreuzgewölbe. Die Kirchenausstattung wurde um 1885 im neuromanischen Baustil geschaffen. Das ehemalige, von Johann Joseph Scheubel gemalte Altarretabel, auf dem der heilige Martin dargestellt ist, hängt an der linken Wand des Chors.